# KIR3DL1
KIR3DL1 (англ. Killer cell immunoglobulin-like receptor 3DL1; CD158e) — мембранный белок семейства иммуноглобулино-подобных рецепторов, представленных на естественных киллерах. Продукт гена человека KIR3DL1.

## Функции
KIR3DL1 — мембранный гликопротеин из семейства иммуноглобулино-подобных рецепторов естественных киллеров KIR. Гены этого семейства — полиморфные и высокогомологичные, расположены у человека на участке 19-й хромосомы 19q13.4 в границах 1 Mb лейкоцитарного рецепторного комплекса LRC. Белки KIR кклассифицируются по числу внеклеточных иммуноглобулиновых доменов (2D или 3D) и по длинному (L) либо короткому (S) цитоплазматическому участку. Белки с длинным цитоплазматическим доменом передают ингибирующий сигнал после связывания с лигандом, что опосредовано ингибирующим ITIM-мотивом рецептора, тагда как рецепторы с коротким цитоплазматическим доменом не содержат ITIM-мотив и ассоциированы с белком, связывающим протеинтирозинкиназу TYRO, который переносит активирующий сигнал. Лиганды нескольких рецепторов KIR — тяжёлые цепи HLA из некоторых подтипов главного комплекса гистосовместимости класса I МНС-I. Таким образом рецепторы этого семейства играют важную роль в регуляции иммунного ответа. 
KIR3DL1 является рецептором аллели человеческого лейкоцитарного антигена HLA Bw4 главного комплекса гистосовместимости класса МНС-I. При стимуляции рецептор ингибирует активность естественных киллеров и предотвращает лизис клеток-мишеней.

## Структура
KIR3DL1 включает 444 аминокислоты, молекулярная масса — 49,1 кДа (каноническая изоформа). Описано по крайней мере 2 изоформы гликопротеина, образующихся в результате альтернативного сплайсинга. Изоформа 2 значительно короче канонической, состоит из 349 аминокислот (молекулярная масса 38,4 кДа).